# Olga Boriszovna Lepesinszkaja
Olga Boriszovna Lepesinszkaja (oroszul: Ольга Борисовна Лепешинская), született Protopopova (Протопопова; Perm, 1871. augusztus 18. — Moszkva, 1963. október 2.) a Szovjet Orvostudományi Akadémia tagja, Lenin, majd Sztálin és Liszenko személyes pártfogoltja, Sztálin-díjjal, Lenin-renddel, valamint A Munka Vörös Zászló Érdemrendjevel kitüntetett kutató biológus.
Az orosz kommunista mozgalom régi tagja, pártfunkcionárius, és Lenin személyes barátja volt. Egyetemi tanulmányokat csak igen későn, több mint ötvenévesen, az 1917-es októberi orosz forradalom után folytathatott. „Tudományos” elmélete szerint élő sejtek, illetve egysejtű élőlények ma is spontán keletkeznek szerves, de sejtes szerveződést nem mutató, holt anyagból. Dokumentálta például élő vörösvérsejtek spontán létrejöttét tojásfehérjékből. Anekdotikus információk szerint a „bizonyítékok” valójában ép sejtek pusztulás utáni lebomlását ábrázoló filmek voltak, melyeket aztán Lepesinszkaja fordítva vetített le. Az '50-és évek szellemének megfelelően az „élenjáró szovjet tudománynak” természetesen magyar követői is akadtak. Így pl. Törő Imre, aki Lepesinszkaja könyvének magyar kiadásához az előszót írta, 1952-ben a Kossuth-díj arany fokozatát kapta „a celluláris elmélettel szembenálló, új sejtoszlási mechanizmus felfedezéséért”.
Sztálin halála után Lepesinszkaja korábbi támogatói – például Alekszandr Ivanovics Oparin – elpártoltak tőle, valamennyi munkája csalásnak és sarlatánságnak bizonyult, ő maga pedig a köznevetség tárgya lett.

## Magyarul
- A sejtek képződése az élő anyagból és az élő anyag szerepe a szervezetben; ford. Iglóy Károly, Müller Miklós; Akadémiai, Bp., 1951
- A sejt és keletkezése; Mezőgazdasági, Bp., 1952
- Az élet forrásairól; ford. Csordás László Géza; Művelt Nép, Bp., 1954
- Marx-Engels-Lenin-Sztálin művei és a természettudomány fejlődése; ford. Gál Éva; Szikra, Bp., 1954